# جوان إيكلس
جوان إيكلس (بالإنجليزية: Joanne Eccles)‏ هي فارسة ‏ بريطانية، ولدت في 16 فبراير 1989 في اسكتلندا في المملكة المتحدة.

## وصلات خارجية
- جوان إيكلس على موقع الاتحاد الدولي للفروسية (الإنجليزية)
- جوان إيكلس على موقع FEI (رابط بديل) (الإنجليزية)